# سلطان‌آباد (ساعتلی)
سلطان‌آباد (به ترکی آذربایجانی: Soltanabad) یک منطقه مسکونی در جمهوری آذربایجان است که در شهرستان ساعتلی واقع شده‌است. سلطان‌آباد از سال ۲۰۰۴ به عنوان مرکز دهیاری برگزیده شد.یکی از جنگ های مهم ایران و روسیه با نام نبرد سلطان آباد در این ناحیه در گرفت که منجر به پیروزی ایران شد. سلطان‌آباد ۲۰۹۸ نفر جمعیت دارد.

## دین
در مسجد جامع سلطان‌آباد به نام ابوالفضل یک هیئت مذهبی وجود دارد.